# Olsztynek
Olsztynek (Duits: Hohenstein) is een stad in het Poolse woiwodschap Ermland-Mazurië, gelegen in de powiat Olsztyński. De oppervlakte bedraagt 7,69 km², het inwonertal 7648 (2005).
Bij de stad lag van 1924 tot 1945 het Duitse Tannenbergmonument voor de Slag bij Tannenberg van 1914. Na zijn dood werd Rijkspresident Paul von Hindenburg hier begraven. In  1945 is zijn lijk naar het westen gebracht voordat het monument werd opgeblazen.

## Geschiedenis
Rond 1350 bouwde de Duitse Orde hier een burcht en werd daarbij een stad en bestuurscentrum aangelegd onder de naam van de burchtheer: von Hohenstein. Toen de Orde in 1414 door de Poolse koning en zijn bondgenoten werd verslagen bij het naburige Tannenberg brandde de Orde stad en burcht af om ze uit handen van de koning te houden. De wederopbouw geschiedde snel daarna en in 1525, na de opheffing van de Orde, werd de stad deel van het hertogdom Pruisen en daarbinnen werd de lutherse reformatie ingevoerd. De verdere ontwikkeling stopte door de uitbraak van pestepidemieën en stadsbranden. De Napoleontische bezetting bracht de stad tot een staat van faillissement. De aansluiting op rijksstraatwegen en het spoorbaannet brachten later toch weer enige economische opleving waarbinnen de inrichting van een gymnasium en enkele kleine industrieën paste. Het bevolkingsaantal nam in de 19de eeuw toe van één tot vierduizend.
In de Eerste Wereldoorlog kwamen de Russen in augustus 1914 tot in de stad, die zij gedeeltelijk afbrandden. Een tweede slag bij Tannenberg verdreef de Russische troepen en een wederopbouw in modernere stijl vond daarna plaats onder beschermheerschap van de stad Leipzig. De bevolking bestond in die tijd voor 80% uit lutheranen en 20% rooms-katholieken die voor een deel een Poolse achtergrond hadden maar de verduitsing via het onderwijs deed vooral de lutheranen die een Pools dialect, het Mazoerisch, spraken overstappen op de Duitse taal. De bevolking stemde in het Volkenbondsreferendum van 1920 voor 99% voor een verblijf bij Duitsland en niet voor een overdracht van het gebied aan Polen. In 1927 werd een groot Duits-nationaal monument voor de Slag bij Tannenberg opgericht en ingewijd met een parade van 70.000 deelnemers uit hel Duitsland. Na 1945 werd dit nationale monument opgeblazen. Een nieuw Pools nationaal monument, waarmee de nederlaag in 1414 van de Duitse Orde tegen de Poolse koning werd herdacht,  kwam ervoor in de plaats.
In de Tweede Wereldoorlog werd in de nabijheid een groot concentratiekamp gebouwd waar vooral krijgsgevangen werden ondergebracht: 55.000 van hen verloren daar hun leven. In 1945 werd het gebied Pools en moesten de Duitstalige inwoners, voor zover niet al gevlucht, hun stad verlaten, zie Verdrijving van Duitsers na de Tweede Wereldoorlog. Nieuwe Poolse en ook Oekraïense inwoners kwamen in hun plaats.

## Geboren in Hohenstein/ Olzstynek
- Friedrich Motzfeld (1643-1691), verzamelaar van Mazoerse volksliederen en verhalen
- Christoph Cölestin Mrongovius (1764–1855), luthers dominee en beschermer van de Mazoerse taal
- Friedrich August Dewischeit (1805-1884), componist van Mazoerse volksliederen
- Max Toeppen (1822-1884, historicus met name betreffende Mazoerië
- Paul Wendland (1864–1915), filoloog
- Paul Kahle (1875–1964), oriëntalist
- Werner Hennig (1929–2014), jurist in het sociale gerechtshof van de Bondsrepubliek
- Klaus Porbadnik (1930–2011), atleet
- Hans-Gert Roloff (* 1932), germanist, literatuurhistoricus

## Verkeer en vervoer
- Station Olsztynek